# Johann Kaspar Kerll
Johann Kaspar Kerll (Adorf, 9 aprile 1627 – Monaco di Baviera, 13 febbraio 1693) è stato un compositore e organista tedesco.

## Biografia
Figlio di Caspar Kerll e di Catharina Hendel, la passione per la musica gli venne trasmessa dal padre organista. Kerll mostrò eccellenti doti musicali sin da piccolo, dato che all'età di quindici anni era già un buon compositore.
Si trasferì precocemente in Austria, a Vienna, dove studiò musica sotto la guida del maestro della cappella di corte Valentini.
Dopo una sua conversione al cattolicesimo, si spostò a Roma, dove proseguì gli studi con Giacomo Carissimi e Girolamo Frescobaldi.
Per qualche anno alternò la residenza fra Vienna e Monaco di Baviera, dove rappresentò un buon numero di opere.
Proprio a Monaco si sposò con Anna Catharina Egermayer, nel 1657; la coppia ebbe otto figli, ma solamente uno di loro, il più piccolo, seguì la carriera di musicista. Sempre nel 1657 l'opera Oronte ebbe la prima assoluta a Monaco di Baviera, nel 1661 Erinto e nel 1667 Le pretensioni del sole.
A questo periodo bavarese, risalgono alcune delle opere più apprezzate, quali la collezione di musica vocale Delectus sacrarum cantionum e la Messa pro defunctis.
Nel 1679 realizzò una collezione di musica liturgica per organo, intitolata Modulatio organica.
Restò a Vienna per oltre un decennio, sopravvivendo anche all'assalto delle truppe turche, nel 1683, che lui commemorò con la Messa in fletu solatium.
Compose soprattutto polifonie sacre vocali, ma fu anche conosciuto ed apprezzato come compositore per organo e come musicista.
Fu molto apprezzato anche come maestro, e tra i suoi allievi annoveriamo Agostino Steffani.
Per quanto riguarda la sua influenza, sicuramente sia Johann Sebastian Bach sia Georg Friedrich Händel studiarono i lavori di Kerll, e Bach addirittura riarrangiò alcune opere quali la Messa superba.

## Opere principali

### Opere pubblicate durante la sua vita
- DELECTVS SACRARVM CANTIONVM A II. III. IV. V. Vocibus, cum adjunctis Instrumentis. OPVS PRIMVM. Auctore JOHANNE CASPARO KERLL, Monaco, 1669;
- MODVLATIO ORGANICA SVPER MAGNIFICAT OCTO ECCLESIASTICIS TONIS RESPONDENS. A IOAN:CASPARO KERLL. Ex omnifario Artificii Musici Genere concinnata, Monaco, 1686;
- Hoc Opus, Hic Labor. MISSAE SEX A IV. V. VI. Vocibus, cum Instrumentis concertantibus, & vocibus in Ripieno, Adjunctâ unâ pro Defunctis cum seq:[uentia] Dies irae CONSECRATAE LEOPOLDO I. IMPERATORI AVCTORE JOANNE CASPARO KERLL, Monaco, 1686;

1. Missa non sine quare;
2. Missa Patientiae & spei;
3. Missa SS. Innocentium;
4. Missa Corona Virginum in trino & uno;
5. Missa in fletu solatium;
6. Missa Renovationis;
7. Missa pro Defunctis;

### Opere scritte sopravvissute
- Missa Nigra;
- Missa Superba;
- Missa cuius Toni;
- Missa Quasi modo Genita;
- Missa a 3 Chori;
- Offertorien;

1. Angelorum esca;
2. Exsultent justi;
3. Justus ut palma;
4. Quemadmodum desiderat cervus;
5. Stetit Angelus;
6. Tota pulchra es Maria;
7. Triumphate sidera;

- Magnificat in A;
- Magnificat;
- Laudate pueri;

### Opere perdute
- Missa Imperialis;
- Miserere mei deus.